# Старосолдатское сельское поселение
Старосолдатское се́льское поселе́ние — муниципальное образование в Тюкалинском районе Омской области Российской Федерации.
Административный центр — село Старосолдатское.

## История
Статус и границы сельского поселения установлены Законом Омской области от 30 июля 2004 года № 548-ОЗ «О границах и статусе муниципальных образований Омской области».

## Население
| 2010 | 2011  | 2012  | 2013 | 2014 | 2015 | 2016 |
| ---- | ----- | ----- | ---- | ---- | ---- | ---- |
| 1045 | ↘1042 | ↘1035 | ↘995 | ↘965 | ↘942 | ↘919 |
| 2017 | 2018  | 2019  | 2020 | 2021 | 2023 |      |
| ↘910 | ↘879  | ↘850  | ↘814 | ↘619 | ↘599 |      |

### Гендерный состав
По данным Всероссийской переписи населения 2010 года в гендерной структуре населения из 1045 человек мужчин — 507, женщин — 538 (48,5 и 51,5 % соответственно).

## Состав сельского поселения
| № | Населённый пункт | Тип населённого пункта       | Население |
| - | ---------------- | ---------------------------- | --------- |
| 1 | Карбаиново       | деревня                      | ↘87       |
| 2 | Савиново         | деревня                      | ↘20       |
| 3 | Старосолдатское  | село, административный центр | ↘938      |